# Chlorus attenuatus
Chlorus attenuatus är en insektsart som beskrevs av Cigliano och Lange 2007. Chlorus attenuatus ingår i släktet Chlorus och familjen gräshoppor. Inga underarter finns listade i Catalogue of Life.